# Ли Юань
Ли Юань (李淵), храмовое имя Гао-цзу (高祖) (8 апреля 566 — 25 июня 635) — китайский император (618—626), основатель династии Тан. Девиз правления — «У-дэ» (武德, «Воинская добродетель»). Происходил из феодальной семьи Ли, владевшей обширными землями в провинции Шаньси.
Воспользовавшись ослаблением власти династии Суй в результате многочисленных крестьянских восстаний и феодальных междоусобиц, в 617 захватил столицу Чанъань, где был объявлен в 618 году императором. Вёл вместе с сыном Ли Шиминем войны за подчинение всей страны. Победил всех других соперников, включая Ли Ги, Доу Цзяньдэ, Вана Шикуна, Сюэ Жэньгао и Лю Учжоу. Стремясь прекратить крестьянские восстания, объявил об уменьшении налогового бремени. Был отстранён от власти Ли Шиминем.

## Ранние годы
Ли Юань родился в 566 году в уезде Лунси северной провинции Ганьсу в семье Ли Биня — сановника и полководца табгачиской династии Северная Чжоу. Сестра Ли Биня, Дугу Цзялуо, была замужем за Ян Цзянем, впоследствии первым императором династии Суй. Когда Ян Цзянь пришёл к власти Ли Юань какое то время находился при его дворе, затем был назначен наместником одной из отдалённых провинций (Ян Цзянь не особо благоволил родственникам жены и, вероятно, поэтому отправил её племянника подальше от двора).

## Военная карьера и приход к власти
Следующий правитель Суй, император Ян-ди, по своей матери приходившийся Ли Юаню двоюродным братом, решил приобщить его к военному делу. В 605 году он сделал Ли Юаня военачальником в своей кавалерии, а в 613 году взял его в поход против государства Когурё, в ходе которого Ли Юань неплохо себя показал. В 615—616 годах он участвовал в подавлении ряда крестьянских восстаний.
В 616/617 году Ли Юань был назначен наместником Тайюаня (провинция Шаньси) на западной окраине империи Суй. На этой должности ему пришлось отражать постоянные набеги Восточно-тюркского каганата и подавлять бесконечные восстания, раздиравшие империю на части. Ли Юань не преуспел в решении поставленных перед ним задач: войскам каганата удалось закрепиться на китайской территории, а поднявший восстание сяовэй Лю Учжоу взял под свой контроль север современной провинции Шаньси и часть центральной Внутренней Монголии, после чего провозгласил себя императором. Разгневанный император Ян-ди в начале 617 года приказал доставить Ли Юаня ко двору для дачи объяснений. В этой ситуации сын Ли Юаня, восемнадцатилетний Ли Шиминь, убедил отца поднять восстание против Ян-ди. В штаб восстания вошли старшие сыновья Ли Юаня — Ли Цзяньчэн, Ли Шиминь и Ли Юаньцзи, а также его зять Чай Шао, начальник уезда Цзиньян Лю Вэньцзин и помощник начальника императорского дворца в Цзиньяне Пэй Цзи. Руководителем восстания фактически стал Ли Шиминь, который посоветовал потребовать от императора Ян-ди отречься от престола в пользу несовершеннолетнего Ян Ю, от имени которого в качестве регента империей будет править Ли Юань.
Первым делом Ли Юань взял под контроль Тайюань, казнив заместителя наместника Ван Вэя и полководца Гао Цзюнью, которых он ложно обвинил в измене в пользу Восточно-тюркского каганата. После этого уже сам Ли Юань заключил мир с восточно-тюркским каганом Шибир-ханом, уступив ему часть китайских территорий. В середине 617 года Ли Юань, оставив в Тайюане Ли Юаньцзи, направился во главе тридцатитысячной армии в Дасин (будущий Чанъань). По дороге Ли Юань получил послание мятежного генерала Ли Ми, который добился в войне с войсками Суй столь впечатляющих успехов, что уже ощущал себя императором. Ли Ми предложил Ли Юаню присоединиться к нему, рассчитывая подчинить себе Ли Юаня или хотя бы обезопасить себя от нападения с его стороны. Рассчитывая отвлечь на Ли Ми главные силы императора Ян-ди, Ли Юань в ответном послании заверил Ли Ми в признании его лидерства и в отсутствии своих притязаний на власть. Получив ответ Ли Юаня и поверив его уверениям, ли Ми спешно осадил столицу империи город Лоян, тем самым стянув на себя основную часть войск Ян-ди. Тем временем Ли Юань хитростью захватил лежавший на его пути город Хои (ныне Хочжоу), выманив войска генерала Сун Лаошэна за крепостные стены и заманив их в засаду. После этой победы Ли Юань одинаково наградил всех отличившихся воинов, не делая различий между знатью и простолюдинами, объяснив это тем, что на поле боя они все рисковали одинаково. Кроме того, он запретил убивать пленных и жителей взятого города, что в те времена было обычной практикой устрашения. По приказу Ли Юаня, пленники были освобождены, а тем из них, кто прибыл издалека, ещё и выдали средства на дорогу домой. Эта тактика вскоре принесла свои плоды — императорские воины и чиновники стали массово сдаваться Ли Юаню и переходить к нему на службу. Вскоре Ли Юань занял весь Гуаньчжун в долине реки Вэйхэ (центр провинции Шэньси) и двинулся на Дасин (Чанъань).
В октябре того же года Ли Юань осадил Дасин и вскоре захватил город. Здесь Ли Юань демонстративно выказал почтение к династии Суй и возвёл на престол двенадцатилетнего Ян Ю, племянника (или внука) императора Ян-ди. Сам Ян-ди, пребывавший в то время в Цзянду, получил почётный титул тайшан-хуан («Великий и высочайший властитель»), который носили отрёкшиеся от трона императоры. Ян Ю (в дальнейшем известный как император Гун-ди) пожаловал Ли Юаню титул князя Тан (Тан-ван) и назначил его на должность чэнсяна, тем самым передав ему фактическое управление империей. Когда вести об этом достигли генерала Ли Ми, тот пришёл в дикую ярость, но сделать уже ничего не смог.

## Правление
Тайшан-хуан Ян-ди в Цзянду стремительно растерял сторонников, бежавших от его жестокости, которую он считал главной добродетелью успешного правителя. Дошло до того, что в марте 618 года группа заговорщиков во главе с генералом Юйвэнь Хуацзи задушила Ян-ди. Юйвэнь Хуацзи провозгласил императором своего племянника Ян Хао, а себя — чэнсяном при новом властителе. Узнав о смерти Ян-ди, в Лояне избрали императором Ян Дуна, вана княжества Юэ, в Увэе власть захватил Ли Цзин, а в Цзиньчэне обосновался самопровозглашённый император Сюэ Цзюй. Кроме того, претендентом на верховную власть оставался мятежный генерал Ли Ми. На юге империи также хватало желающих присвоить себе титул императора. В этой ситуации Ли Юань, чтобы упрочить своё положение решил сам занять императорский трон. Обставлено это было в лучших церемониальных традициях: оказалось, что император Ян Ю давно хотел отречься от престола в пользу Ли Юаня, он несколько раз просил его занять престол, но тот отказывался. В конце-концов, Ли Юань не смог устоять перед настойчивыми просьбами Ян Ю и в июне 618 года был провозглашён императором (18 числа). Так была основана императорская династия Тан.
Заняв трон, Ли Юань первым делом захватил Цзиньчэнь, где правил Сюэ Жэнго, сын уже умершего Сюэ Цзюя, затем взял Увэй, где обосновался Ли Цзин. Генерал Ли Ми, смирившись с победой Ли Юаня, прибыл к его двору и был встречен с почётом. Ли Юань отдал ему в жёны свою двоюродную сестру и пожаловал должность при дворе. В том же году, Ли Ми был вероломно убит вместе со своими сподвижниками по приказу императора. Постепенно, за неполных три года Ли Юань распространил свою власть на все земли, ранее входившие в империю Суй. После этого объявил столицей Дасин, переименовав его в Чанъань.

### Реформы
Поскольку экономика доставшейся Ли Юаню империи была подорвана предшествовавшей неразумной политикой императора Ян-ди и последовавшей за его свержением гражданской войной, необходимо было провести ряд экономических реформ. Ли Юань начал с восстановления «системы равных полей» (цзюньтяньчжи), в соответствии с которой крестьяне получали от государства земельные участки по 70 му на мужчину и по 30 му на женщину (му = 1/16 га). За пользование зерном крестьяне несли оброк зерном, шёлком или хлопком, а кроме того, каждый трудоспособный мужчина из них должен был отработать 20 дней в году на общественных работах. Получение земли по системе цзюньтяньчжи было для крестьян существенно выгоднее, чем аренда участков у частных крупных землевладельцев, которые требовали за свою землю гораздо большей арендной платы. Другим важным шагом Ли Юаня стало упорядочивание чеканки монет: за время предыдущей смуты многие из претендентов на престол начали выпуск собственных монет, часто худшего качества, что привело к усложнению расчётов. При нём ужесточился надзор за рыночной торговлей — император лично назначал начальников рынков по всей империи.
Ли Юань восстановил и сделал централизованной систему государственных экзаменов (кэцзюй), необходимых для занятия чиновничьих должностей. Эта система позволяла способным подданным, не принадлежавшим к знати, занять должность, которую ранее могли получить только выходцы из знатных семейств. В 624 году по указанию Ли Юаня была введена в действие первая редакция свода законов, известного ныне как Танский кодекс. Кодификация была проведена посредством гармоничного объединения конфуцианских и легистских подходов к пониманию законов, что сделало этот свод законов образцом и основой для последующих кодексов.
Во внешней политике особую угрозу представляли восточные тюркюты, с которыми пришлось бороться до 626 года. Для обороны страны был построен ряд крепостей на восточной границе, что, однако, не решило проблему окончательно.

### Борьба за престолонаследие
В это время Гаоцзу решил сделал наследником трона своего сына Ли Цзяньчэна, отстранив популярного военачальника и политика Ли Шиминя (будущего императора Тай-цзуна). Последний, узнав о заговоре, 2 июля убил Ли Цзяньчэна и Ли Юаньцзи. После этого один из воинов Ли Шиминя вошёл в императорский дворец в доспехах и оружием, что было существенным правонарушением, и объявил императору Гаоцзу о смерти сыновей. Испугавшись, Ли Юань 5 июля объявил Ли Шиминя наследником трона, а через несколько недель отрёкся от власти. Остаток лет бывший император провёл в спокойствии и высоко оценивал заслуги правления сына, в том числе захват Восточно-тюркского каганата.

### Последние годы
Отстранённый сыном от власти и получивший титул тайшан-хуан Ли Юань продолжал жить в императорском дворце Тайцзи ещё целых два года. В его жизненном укладе практически ничего не изменилось. Только в 629 году он переехал в более скромную резиденцию. Кроме того, Ли Юань отказывался летом выезжать во дворец Цзюйчэн, в котором умер император Вэнь-ди, поэтому Ли Шиминь начал строить для него новый летний дворцовый комплекс Дамин площадью в 2 квадратных километра. Ли Юань умер в середине 635 года, не увидев окончания строительства. Девизом его правления был «У-дэ» («Воинская добродетель»), его посмертным именем стало «Император Шэнь Яо Да Шэн Да Гуан Сяо», храмовым именем — «Гао-цзу» («Высокий праотец»), под которым он и вошёл в историю.

## Семья
Ли Юань был женат на госпоже Доу, дочери суйского аристократа тюркского происхождения Шэньу-гуна Доу И из клана Доу, которая родила Ли Юаню пятерых детей:
- Ли Цзяньчэн
- Ли Ши-минь — император в 627—649 годах
- Ли Сюаньба
- Ли Юаньцзи
- Пинъян — жена Чай Шао из Линьфэня, служившего вместе с Ли Юанем в гвардии императора Вэнь-ди[18].

## Предки
|  |                         |  |  |  |  |  |  |  |  |  |  |  |  |  |  |  |
|  | 16. Ли Си               |  |  |  |  |  |  |  |  |  |  |  |  |  |  |  |
|  |                         |  |  |  |  |  |  |  |  |  |  |  |  |  |  |  |
|  |                         |  |  |  |  |  |  |  |  |  |  |  |  |  |  |  |
|  | 8. Ли Тяньси            |  |  |  |  |  |  |  |  |  |  |  |  |  |  |  |
|  |                         |  |  |  |  |  |  |  |  |  |  |  |  |  |  |  |
|  |                         |  |  |  |  |  |  |  |  |  |  |  |  |  |  |  |
|  | 17. Госпожа Чжан        |  |  |  |  |  |  |  |  |  |  |  |  |  |  |  |
|  |                         |  |  |  |  |  |  |  |  |  |  |  |  |  |  |  |
|  |                         |  |  |  |  |  |  |  |  |  |  |  |  |  |  |  |
|  | 4. Ли Ху                |  |  |  |  |  |  |  |  |  |  |  |  |  |  |  |
|  |                         |  |  |  |  |  |  |  |  |  |  |  |  |  |  |  |
|  |                         |  |  |  |  |  |  |  |  |  |  |  |  |  |  |  |
|  | 9. Госпожа Цзя          |  |  |  |  |  |  |  |  |  |  |  |  |  |  |  |
|  |                         |  |  |  |  |  |  |  |  |  |  |  |  |  |  |  |
|  |                         |  |  |  |  |  |  |  |  |  |  |  |  |  |  |  |
|  | 2. Ли Бин (李昺)        |  |  |  |  |  |  |  |  |  |  |  |  |  |  |  |
|  |                         |  |  |  |  |  |  |  |  |  |  |  |  |  |  |  |
|  |                         |  |  |  |  |  |  |  |  |  |  |  |  |  |  |  |
|  | 5. Княжна Лян           |  |  |  |  |  |  |  |  |  |  |  |  |  |  |  |
|  |                         |  |  |  |  |  |  |  |  |  |  |  |  |  |  |  |
|  |                         |  |  |  |  |  |  |  |  |  |  |  |  |  |  |  |
|  | 1. Император Гаоцзу     |  |  |  |  |  |  |  |  |  |  |  |  |  |  |  |
|  |                         |  |  |  |  |  |  |  |  |  |  |  |  |  |  |  |
|  |                         |  |  |  |  |  |  |  |  |  |  |  |  |  |  |  |
|  | 12. Дугу Ку             |  |  |  |  |  |  |  |  |  |  |  |  |  |  |  |
|  |                         |  |  |  |  |  |  |  |  |  |  |  |  |  |  |  |
|  |                         |  |  |  |  |  |  |  |  |  |  |  |  |  |  |  |
|  | 6. кит.Генерал Дугу Син |  |  |  |  |  |  |  |  |  |  |  |  |  |  |  |
|  |                         |  |  |  |  |  |  |  |  |  |  |  |  |  |  |  |
|  |                         |  |  |  |  |  |  |  |  |  |  |  |  |  |  |  |
|  | 3. кит.Княжна Дугу      |  |  |  |  |  |  |  |  |  |  |  |  |  |  |  |
|  |                         |  |  |  |  |  |  |  |  |  |  |  |  |  |  |  |
|  |                         |  |  |  |  |  |  |  |  |  |  |  |  |  |  |  |
|  | 7. Госпожа Цуй          |  |  |  |  |  |  |  |  |  |  |  |  |  |  |  |
|  |                         |  |  |  |  |  |  |  |  |  |  |  |  |  |  |  |
|  |                         |  |  |  |  |  |  |  |  |  |  |  |  |  |  |  |

## Первоисточники
- Книга Тан, том 1
- Новая Книга Тан, том 1
- Цзичжи Тунцзянь, тома 175, 182, 183, 184, 185, 186, 187, 188, 189, 190, 191, 192, 193, 194